# Дејвид Кристал
Дејвид Кристал (енгл. David Crystal; 6. јул 1941, Лизберн, Северна Ирска), британски лингвиста, академик, професор универзитета, уредник и писац.

## Биографија
Дејвид Кристал је рођен 6. јула 1941. године у Лизберну (Велика Британија). Студије енглеског језика ѕапочео је у Лондону 1959. године, где је и докторирао 1966. На Универзитету у Лондону је радио од 1962 до 1963. године и на великом пројекту професора Рандолфа Кверка (Randolph Quirk) Преглед употребе енглеског језика (The Survey of English Usage) из кога ће настати граматике Кверка и сарадника које данас представљају најажурнији и најпотпунији опис овог језика. Потом је предавао на Универзитету у Бангору, а најдуже је радио (1975-1985) као професор лингвистике у Редингу (Reading), тада једном од водећих лингвистичких центара у земљи. Сада се повукао из активног предавачког живота да би се посветио писању. Почасни је професор лингвистике на Универзитету у Бангору.
За заслуге у раду на проучавању енглеског језика одликован је орденом Реда британског царства 1995. године, а 2000. године је постао члан Британске академије.

## Рад
Дејвид Кристал је аутор, коаутор и приређивач више од 120 наслова из области енглеског језика и лингвистике, укључујући и бројне енциклопедијске приручнике. Изузетно продуктиван писац, објавио је велики број књига из енглеске фонетике, граматике и стилистике, опште и примењене лингвистике, клиничке лингвистике и интернетске лингвистике.
Дејвид Кристал је један од најзначајнијих и најутицајнијих светских лингвиста данашњице. Његова дела превођена су широм света.
Енциклопедијски речник модерне лингвистике (A Dictionary of Linguistics and Phonetics), Кембричка енциклопедија језика (1987, 1997, 2010)(The Cambridge Encyclopedia of Language) и Кембричка енциклопедија енглеског језика (1995, 2003) (The Cambridge Encyclopedia of the English Language) спадају у његова најпознатија дела преведена на велики број светских језика. Енциклопедијски речник модерне лингвистике обухвата трансформационо-генеративну граматику, текстуалну лингвистику, семантику, прагматику, фонетику и фонологију и уврстио се међу широко коришћене приручнике у области лингвистике.
Познат је по радовима из енглеске фонетике Prosodic Systems and Intonation in English и The English Tone of Voice.
Проблем језика који умиру, а са њима и културна наслеђа појединих народа и етничких група изложен је у књизи Смрт језика (Language Death). Истакнут је значај чувања језика од изумирања и њихове ревитализације.
Дејвид Кристал се бавио и проучавањем језичких и говорних поремећаја. Introduction to Language Pathology, Profiling Linguistic Disability, Linguistic Encounters with Language Handicap и Clinical Linguistics спадају у његове радове из домена клиничке лингвистике.
Лингвистички аспекти интернета, улога језика на интернету и утицај интернета на језик приказани су у његовим делима Језик и интернет (Language and the Internet) и Интернетска лингвистика (Internet Linguistics)
Кристал је оснивач и уредник часописа The Journal of Child Language, Child Language Teaching and Therapy и Linguistics Abstracts. Сарадник је и многих других важних стручних часописа.
Такође је консултант, сарадник и водитељ на неколико радио и телевизијских програма и серија који за тему имају енглески језик. Аутор је бројних серија о језику на Би-Би-Сију (BBC).
Његова сарадња са Глоубом (енгл. Shakespeare's Globe Theatre) почела је 2004. године. Дејвид Кристал је указао на чињеницу да се извођењем на модерном енглеском губи велики део игре речима, којом Шекспирово дело обилује и залаже се за конзервацију језика којим је говорио Шекспир, односно за очување оригиналног изговора у сонетима и драмама.

## Дела (избор)
- The Cambridge Encyclopedia of Language (1987)
- The Cambridge Encyclopedia of the English Language (1995)
- A Dictionary of Linguistics and Phonetics (1980)
- What is linguistics? (1968)
- Linguistics (1971)
- Prosody Systems and Intonation in English
- The English Tone of Voice
- Language Death (2000)
- Language and the Internet (2001)
- Internet Linguistics
- Texting: The Gr8 Db8
- Clinical Linguistics (1981)
- Introduction to Language Pathology
- Profiling Linguistic Disability
- Linguistic Encounters with Language Handicap
- Rediscover Grammar
- Discover Grammar
- Making Sense of Grammar
- Who Cares about English Usage? (1984)
- Listen to Your Child (1986)
- Begat: The King James Bible and the English Language

### Дела преведена на српски
- Кембричка енциклопедија језика (1987)
- Кембричка енциклопедија (1996)
- Енциклопедијски речник модерне лингвистике (1987)
- Смрт језика (2003)
- Интернетска лингвистика (2012)